# Zuralmy Rivas
Zuralmy Coromoto Rivas Molina (nascida em 26 de novembro de 1993) é uma ciclista venezuelana. Competiu nos Jogos Pan-Americanos de 2015.